# Маккабі (хокейний клуб, Чернівці)
Хокейна команда «Маккабі» була створена у Чернівцях у 1927 році при однойменному національно-культурному юдейському спортивному товаристві паном Адольфом Кьонігом. Сам же п. Кьоніг обійняв також посаду президента "Регіональної ліги Буковини з хокею на льоду".

## Історія
В першому розіграші чемпіонату Буковини 1930 року хокеїсти «Маккабі» вибороли першість, наступного ж року посіли друге місце. Клуб став також срібним призером румунській першості у 1930 році.

## Титули та досягнення
- Внутрішні
  -  Чемпіон Буковини (1): 1930
    -  Срібний призер (1): 1931
- Міжнародні
  -  Срібний призер чемпіонату Румунії (1): 1930

## Відомі гравці
- Вейсс
- Флеммінгер
- Прессер
- Шуллер
- Гастер

## Тренери
- Адольф Кьоніг (адміністратор)